# Institution internationale
 (décembre 2007).
Si vous disposez d'ouvrages ou d'articles de référence ou si vous connaissez des sites web de qualité traitant du thème abordé ici, merci de compléter l'article en donnant les références utiles à sa vérifiabilité et en les liant à la section « Notes et références ».
Une institution internationale est une organisation dont le statut lui permet d'exercer des activités internationales. 
Voir aussi : organisation internationale.

## Liste d'institutions internationales
Par ordre alphabétique (non exhaustif) :
- Banque mondiale
- Banque africaine de developpement (BAD)
- Banque ouest-africaine de développement (BOAD)
- Chambre de commerce internationale
- EGMONT - Institut royal des relations internationales (EGMONT)
- Fonds monétaire international (FMI)
- Organisation des Nations unies pour l'alimentation et l'agriculture (FAO, dépendant de l'ONU)
- Institut Africain de la Gouvernance (IAG)
- Institut de relations internationales et stratégiques
- Institut des hautes études internationales
- Institut européen des hautes études internationales
- Institut du monde arabe (IMA).
- Institut international du froid (IIF)
- Organisation de coopération et de développement économiques (OCDE)
- Organisation de la coopération islamique (OCI)
- Organisation des Nations unies (ONU)
- Organisation européenne pour la sécurité de la navigation aérienne (EUROCONTROL)
- Organisation météorologique mondiale (OMM)
- Organisation mondiale du commerce (OMC)
- Organisation mondiale de la santé (OMS)
- Organisation mondiale du tourisme (OMT)
- Organisation internationale du travail (OIT)
- Organisation des Nations unies pour l'éducation, la science et la culture (UNESCO)
- World Business Council on Sustainable Development